# Gräberfeld von Sjo
Das Gräberfeld von Sjo (auch Larsstø genannt) liegt auf dem Isthmus von Sæbøvik auf der Insel Halsnøy in der Kommune Kvinnherad im Fylke Vestland in Norwegen.
Das Gräberfeld war laut alten Aufzeichnungen einst ein bedeutendes Grabhügelfeld mit etwa 70 verschiedenen Monumenten. Heute ist nur ein kleiner Teil davon übrig. Das meiste ist im Laufe der Jahre aufgrund von Straßenarbeiten, Wohnbau und landwirtschaftlichen Tätigkeiten verloren gegangen. Die Objekte bestanden aus mehreren Bautasteinen, quadratischen, runden und länglichen Grabhügeln, Steinkisten und Treodde. Das Gelände wurde im Laufe der Jahre mehrmals untersucht und Brand- und Körpergräber ausgegraben. Eine Bestattung war auf 350 n. Chr. datierbar. Ein Specksteintopf lag auf einem Haufen verbrannter Knochen.
Ein langgestreckter Grabhügel hatte eine Länge von etwa 20,0 Metern und eine Breite von etwa 6,0 Metern. Es hatte kleine Menhire an jeder seiner Ecken.
Deutlich sichtbar ist ein Rundhügel mit einem Durchmesser von etwa 25,0 Metern und einer Höhe von etwa 2,5 Metern. Er hat einen Randsteinring aus großen Steinen. Es wird angenommen, dass er aus der Bronzezeit stammt (1800 bis 500 v. Chr.)
Ein im Zentrum 0,5 m hoher Treudd hat etwa 10,0 Meter lange Arme. Er befindet sich neben einem etwa 6,0 Meter hohen, an der Basis 50 cm breiten und 30 cm dicken Bautastein. Dieser hat eine abgerundete Spitze und ist von weitem sichtbar.
Der Bautastein von Moa Moa steht 200 m entfernt am Heiavegen in Sæbøvik. Auf der Insel wurde 1896 das Halsnøy-Boot gefunden.